# Trung tâm Lịch sử Du lịch Miền núi Krynica ở Jaworzyna Krynicka
Trung tâm Lịch sử Du lịch Miền núi Krynica ở Jaworzyna Krynicka (tiếng Ba Lan: Krynicki Ośrodek Historii Turystyki Górskiej na Jaworzynie Krynickiej) là một bảo tàng tọa lạc tại ngọn núi ở Beskid Sądecki, nằm dưới đỉnh Jaworzyna Krynicka, thuộc biên giới hành chính của Krynica-Zdrój, Ba Lan. Trung tâm là một bảo tàng của Hiệp hội Du lịch và Tham quan Ba Lan (PTTK).

## Lịch sử
Trung tâm Lịch sử Du lịch Miền núi Krynica ở Jaworzyna Krynicka được thành lập vào năm 1970. Tên hiện tại của Trung tâm được đặt theo nghị quyết của Ủy ban Du lịch Miền núi của Hội đồng Chính PTTK vào ngày 6 tháng 6 năm 2016.

## Triển lãm
Bộ sưu tập của Trung tâm Lịch sử Du lịch Miền núi Krynica ở Jaworzyna Krynicka hiện đang bao gồm triển lãm những hiện vật và kỷ vật có liên quan đến lịch sử của vùng núi, triển lãm tiểu sử (bao gồm Kazimierz Sosnkowski, Walery Goetl và các người khác), và triển lãm về những cuộc chiến diễn ra ở vùng này trong Chiến tranh thế giới thứ hai. Trung tâm cũng trưng bày những thành tựu của các nhà tổ chức du lịch tại Beskid Sądecki: Feliks Rapf, Roamn Niribitt và Julian Zawadowski.

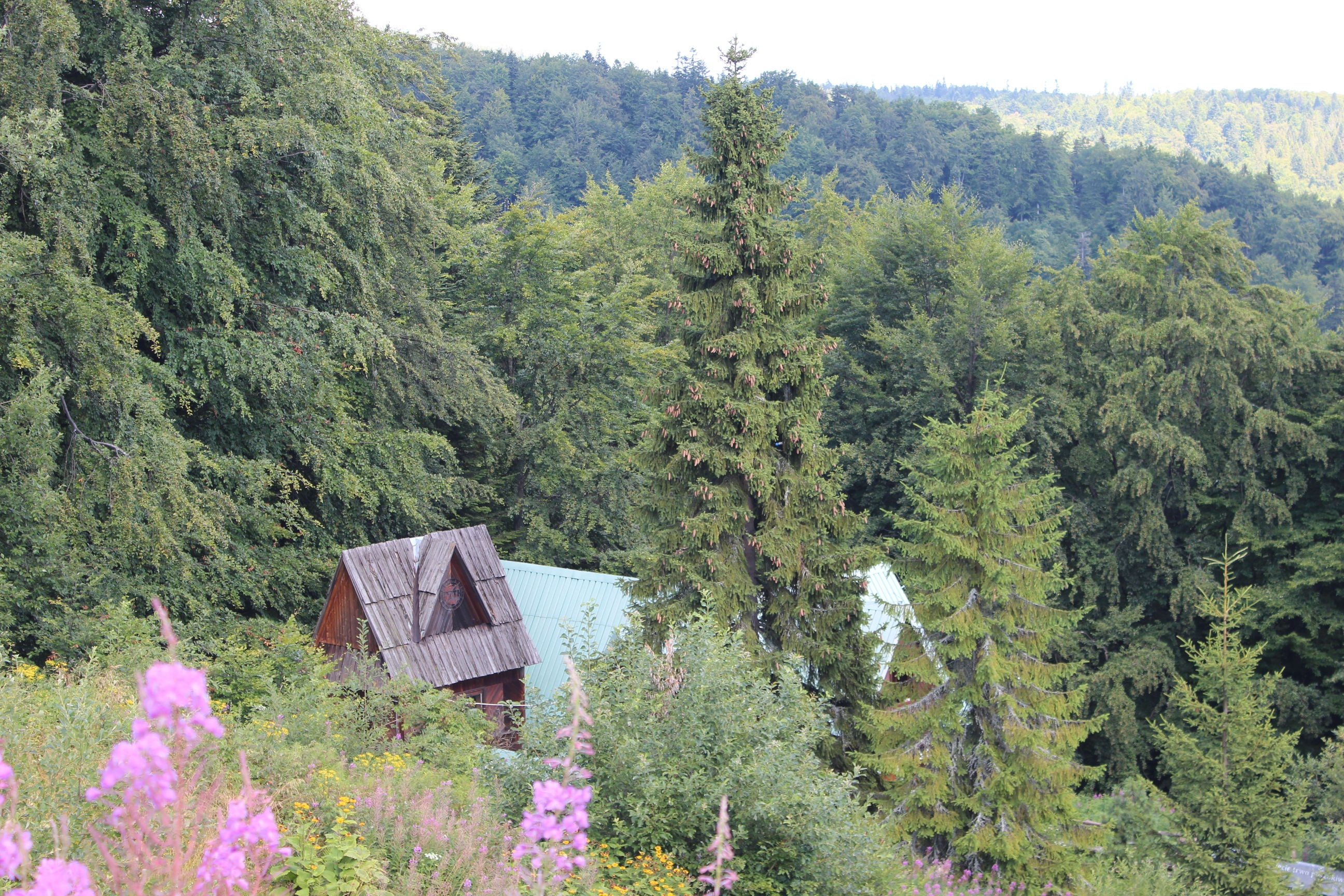
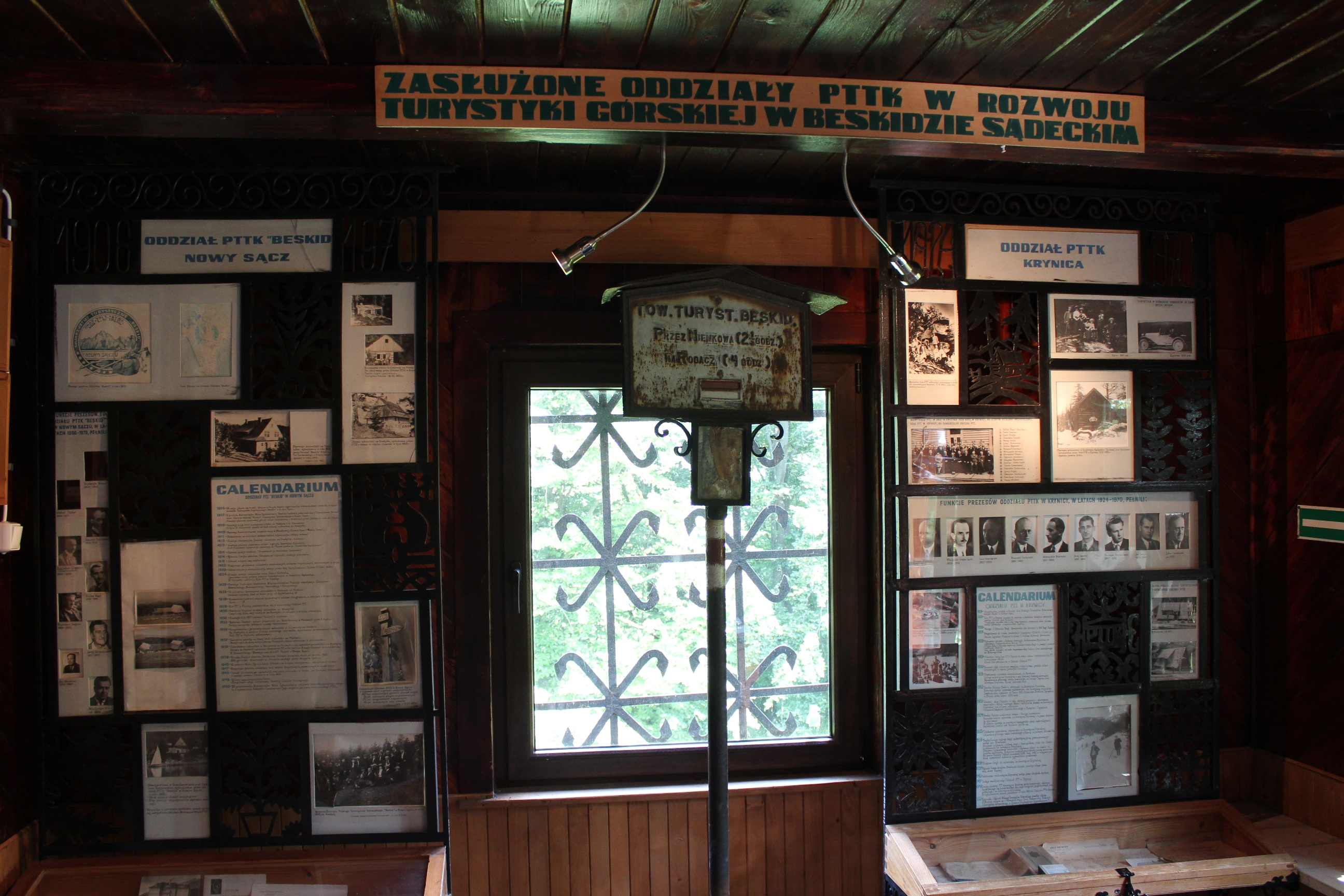
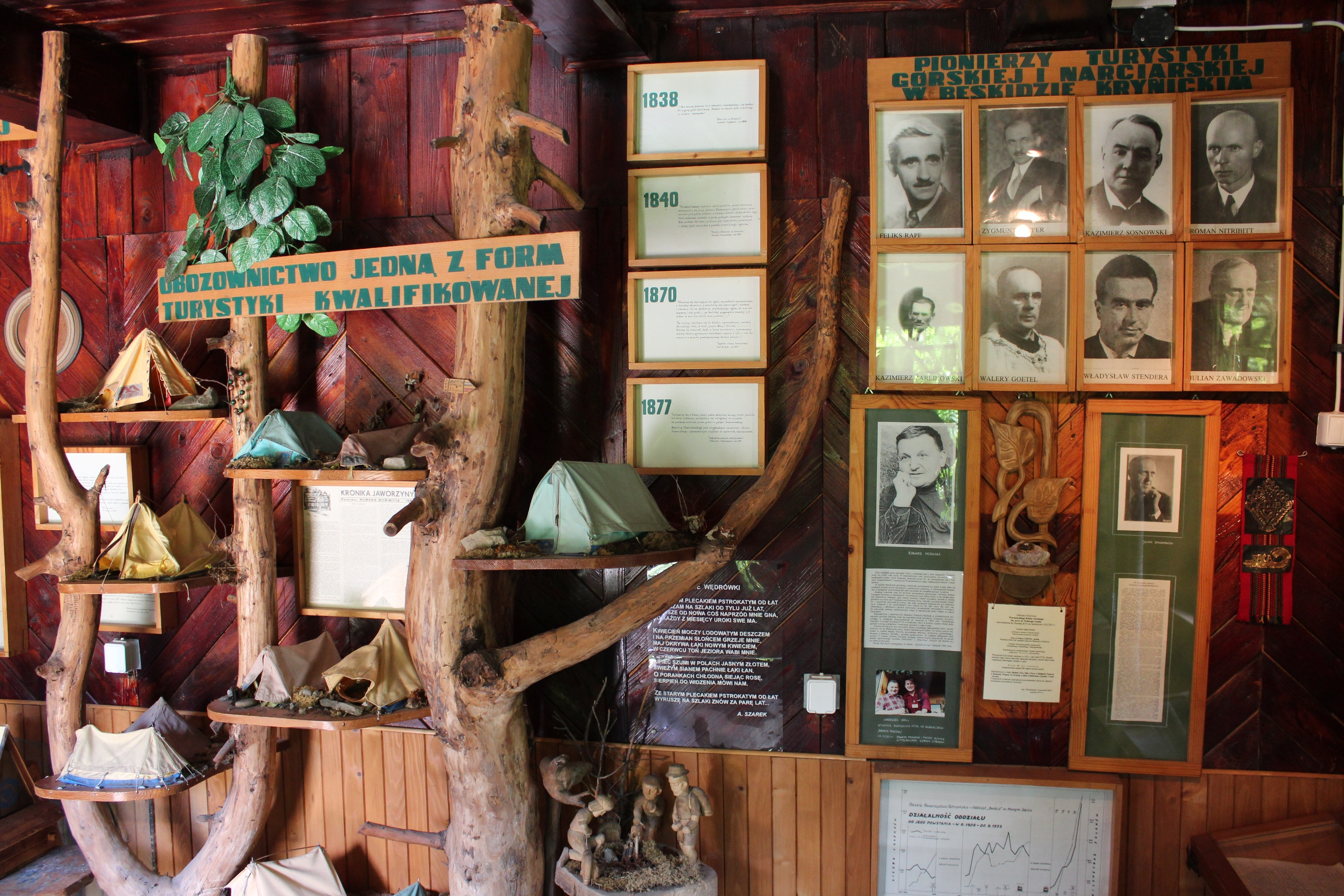
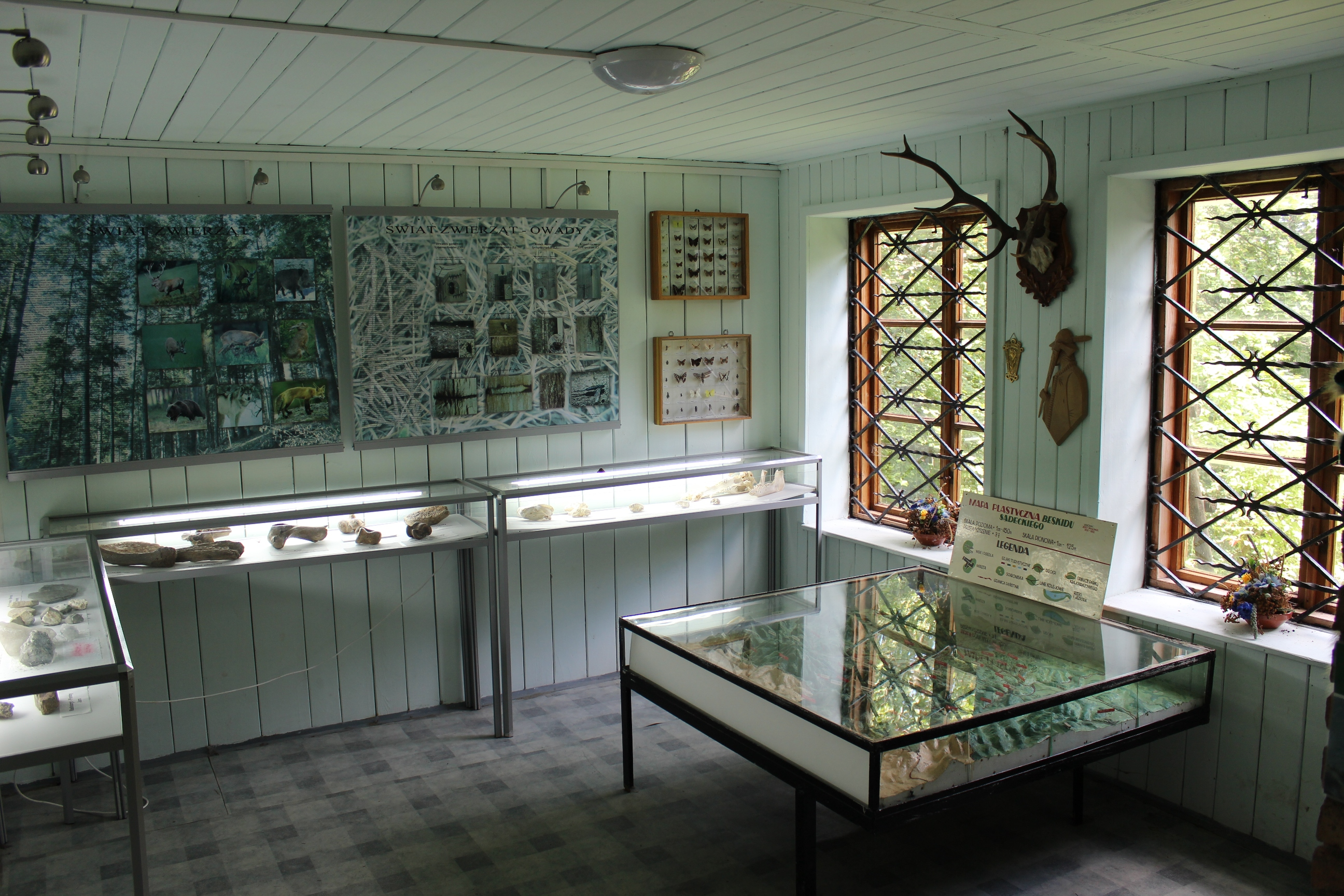
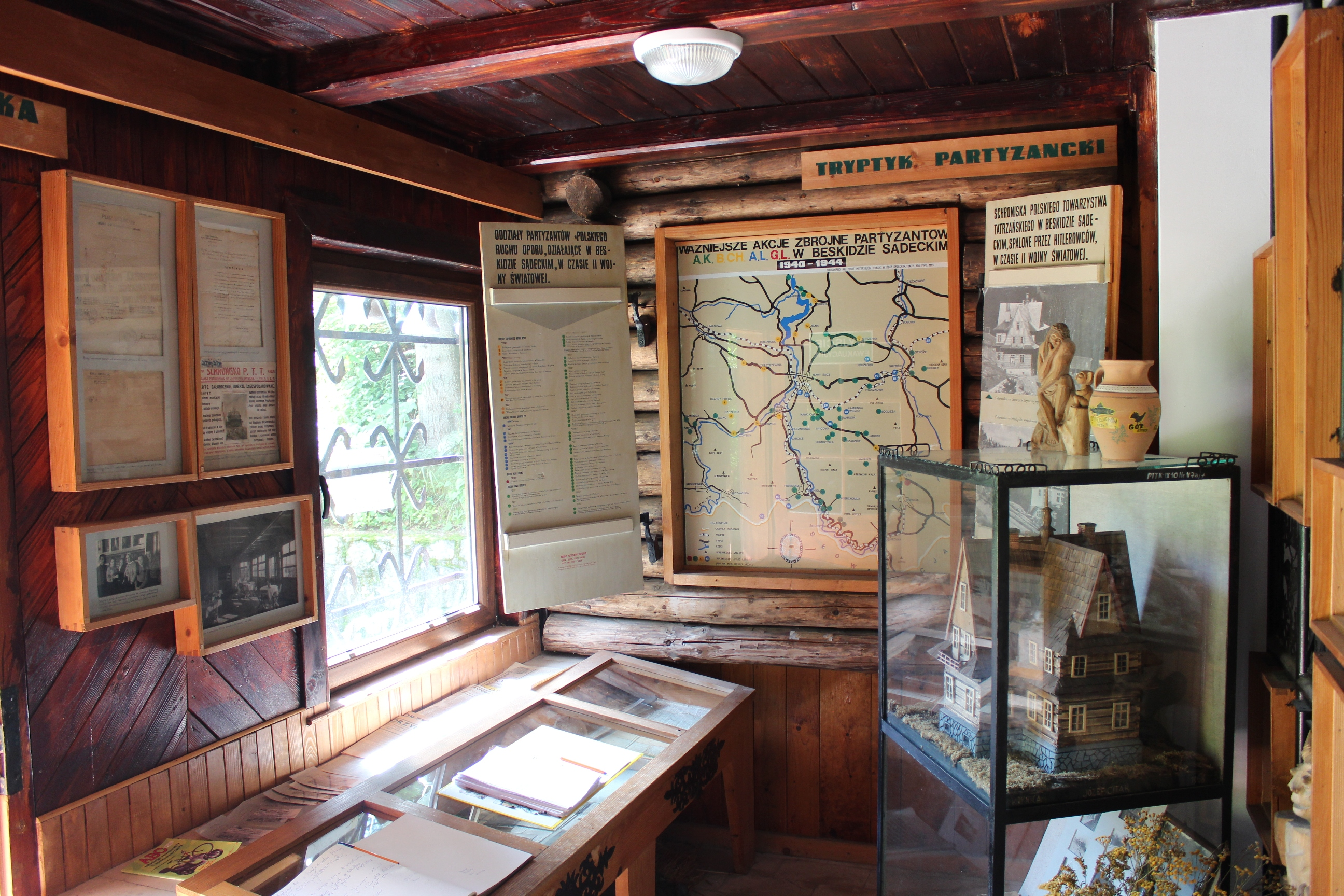

## Giờ mở cửa
Trung tâm Lịch sử Du lịch Miền núi Krynica ở Jaworzyna Krynicka hoạt động quanh năm, mở cửa tất cả các ngày trong tuần. Khách tham quan được vào cửa miễn phí.